# 八相成道

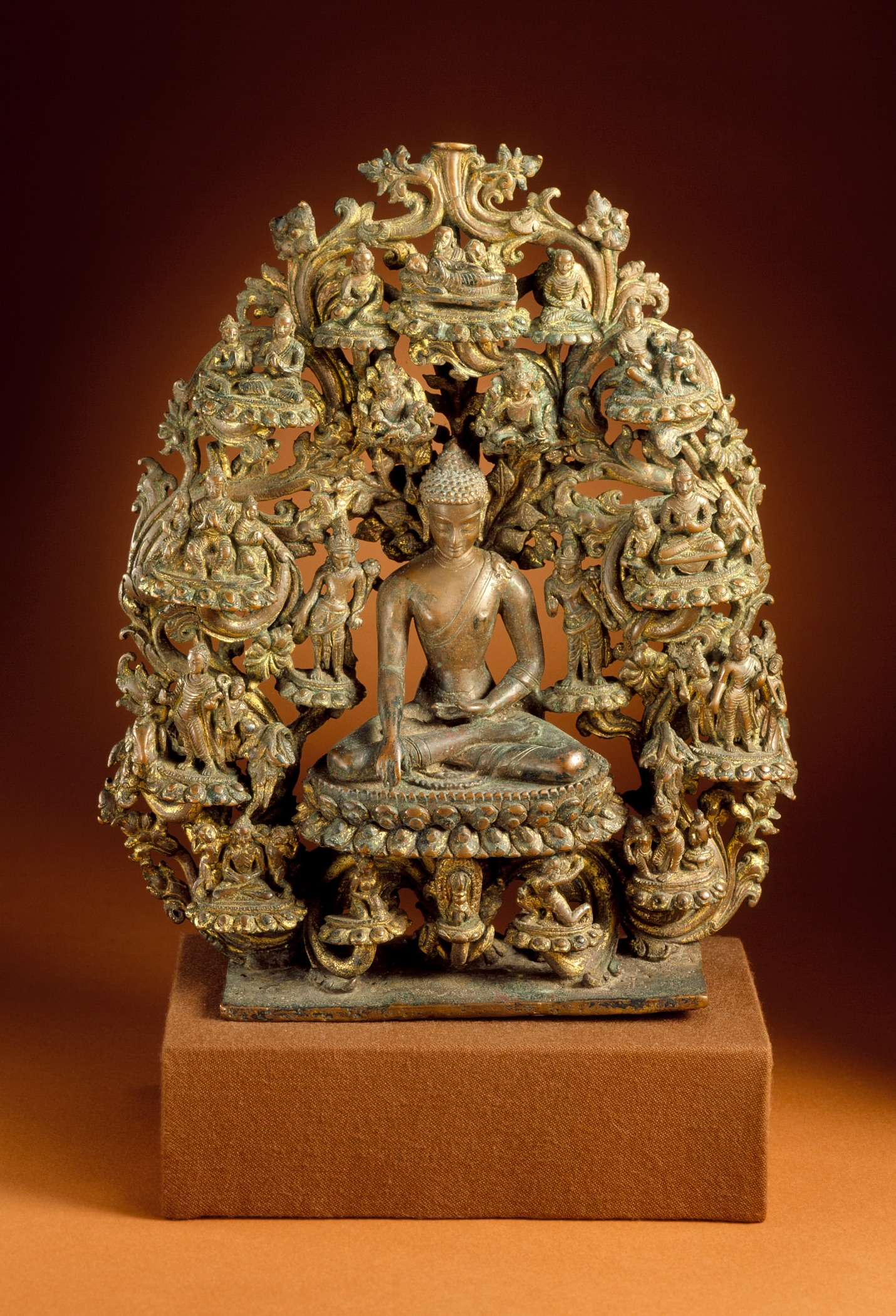
藏式樣式的佛祖八相成道造像。

八相成道，又名八相示現、如來八相，簡稱為八相，為佛教名相。
佛教諸經論中說，十方一切諸佛皆在人間成就佛道，圓滿佛果。當一位菩薩經過三大阿僧祇劫廣修六度萬行，福慧即將圓滿，距離成佛僅差一步時，此菩薩必須先上升至欲界天第四層兜率陀天內院的淨土天候補成佛，佛教稱為「一生補處」，當成佛的時機因緣成熟時，菩薩便會從此天降到人間。而補處菩薩從兜率陀天降生人間、託胎、出生，示現出家、降魔、成道、轉法輪，到入涅槃的八個過程，便稱為「八相成道」。

## 釋迦牟尼佛八相成道

### 降兜率
釋迦牟尼佛在降生人間前，上升兜率陀天內院淨土，為一生補處菩薩號能仁菩薩（又稱護明菩薩），位居內院之主，說法教化天人。在降生因緣成熟時，菩薩依照五事觀照到適宜降生在印度迦毗羅衛國（Kapilavastū）王舍城淨飯王家，在顯現五種祥瑞後，從兜率天下降人間。

### 託胎
能仁菩薩下生當日，淨飯王的第一王后摩耶夫人，於夢中見到有六牙大白象，口含白蓮花，臨空降下，從她的右脇入體，夫人頓感身心安祥快樂，夢醒後便覺懷有身孕。淨飯王為了解夫人的夢兆，召來了婆羅門的大占夢師為夫人解夢，婆羅門說：「過去的仙書有記載：『若母人夢見，白象入右脇，彼母所生子，三界無極尊。』夫人的夢非常吉祥，夫人日後必生聖子，彼於後時，必成佛道，名聞遠至。」

### 出生
摩耶夫人懷胎十月，回娘家天臂城待產，於公元前623年四月初八日，遊尼泊爾藍毗尼（Lumbini）園，園中百花齊放，美不勝收，夫人於無憂樹下自感即將臨產，便佇立舉右手攀無憂樹枝，能仁菩薩以神通自摩耶夫人右脅出生。能仁菩薩誕生時，大地震動，放大光明，土地自然湧大蓮花承接太子。剛出生的太子，無人扶持即能行走，面向四方各行走七步，舉右手指天，左手指地，開口說：「天上天下，唯我獨尊。」此時，虛空有龍王以溫、冷兩股淨水灌浴太子，這也是後世佛教舉辦「浴佛節」（也稱衛塞節）的典故由來。
太子誕生七日後，摩耶夫人離世，由摩耶夫人的妹妹摩訶波闍波提撫養太子。淨飯王延請了當時印度熟習吠陀典籍的婆羅門為太子命名為悉達多，並受到阿私多仙人預言，太子長大必當成就佛道轉妙法輪。
悉達多太子在少年受學時，在全印度青年之中，體力與智力、博學與藝能超群，無人能及太子。淨飯王在太子十七歲時，為他迎娶善覺王的女兒耶輸陀羅公主為太子妃，後生下一子，取名為羅睺羅。
- 佛陀誕生圖
- 尼泊爾藍毗尼園摩耶夫人寺（Maya Devi Temple）
- 尼泊爾藍毗尼園摩耶夫人寺的無憂樹與聖池（Puskarini）
- 摩耶夫人寺中的阿育王石柱

### 出家

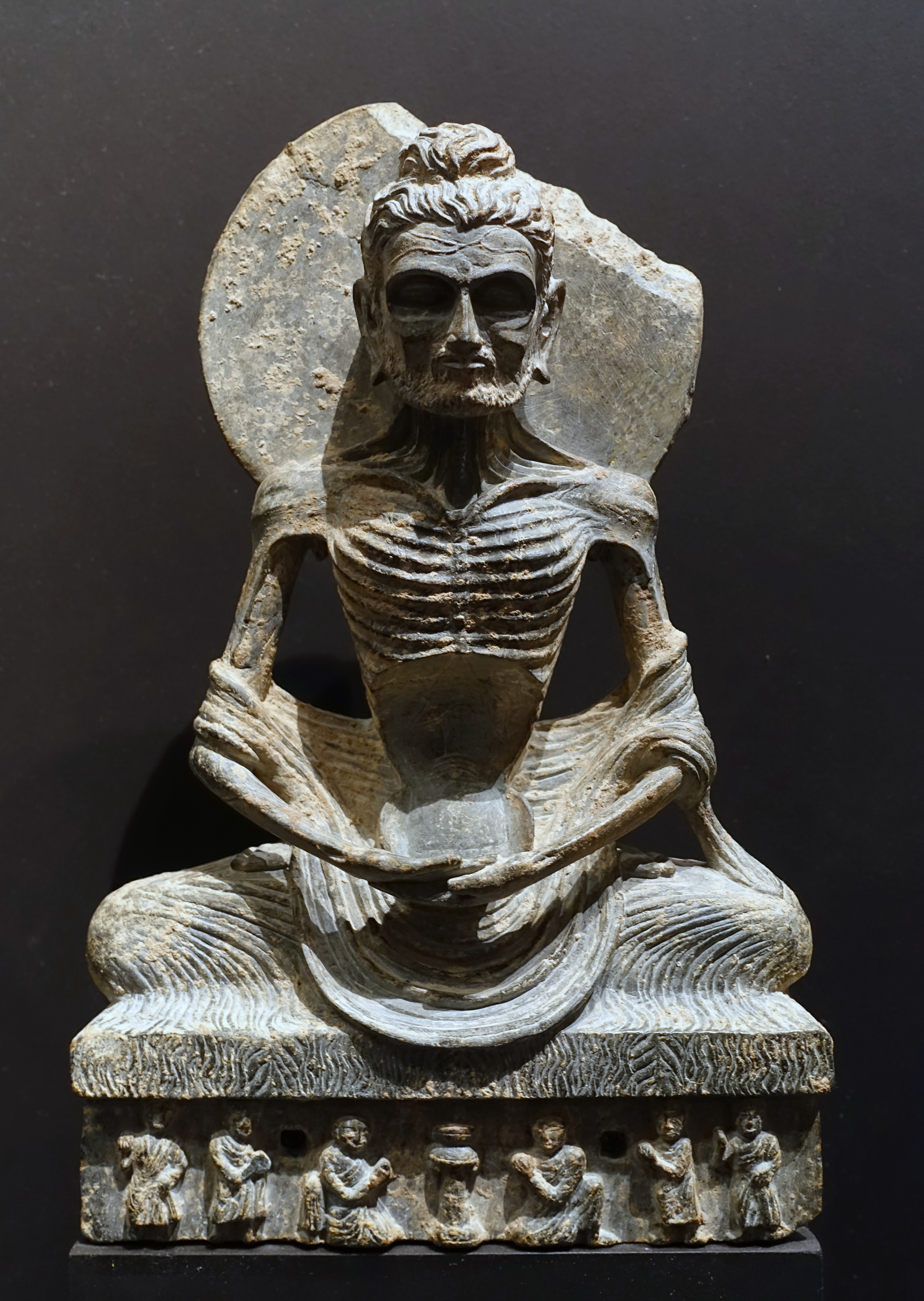
釋迦牟尼佛苦行石雕像

悉達多太子在十九歲這年，出宮遊城，在四個城門口見到「老、病、死、出家人」四種現象，頓悟世間無常，生起追求圓滿無分的宇宙人生真理，以解脫生死痛苦的決心。僅管父王與姨母以種種世間的欲樂享受，想令太子打消出家念頭，但太子絲毫不為世間五欲所動。於二月初八日半夜月色明朗時，捨棄世間的情感與榮華富貴，由僕從闡陀（車匿）駕馬車載太子離開王宮剃髮出家。淨飯王知道太子出家後，便派了憍陳如等五位大臣前往力勸，因被太子堅決出家求道的決心感召，便陪同太子一同出家修行。在經過五年遍訪外道諸師未能得道後，便與五人一同到尼連禪河附近的苦行林中修持苦行。

### 降魔
能仁菩薩經過六年苦行，每日僅食一麻一麥，終至全身羸瘦枯槁，但仍然不能以如此苦行得道。於是菩薩捨棄了苦行，到尼連禪河洗浴，在接受了牧羊女的供養恢復體力後，走到菩提伽耶（Bodh Gaya）山附近一顆大菩提樹下，金剛寶座上入定禪觀，並發誓：「不成佛道，不起此座。」此時，波旬魔王得知菩薩發下成道的決心，深怕菩薩成佛後教導眾生學佛解脫，使他的魔力及魔勢力形成泡影，便心生恐怖，派了三名魔女來誘惑，又派魔兵夜叉無數前來製造種種魔力恐怖，破壞能仁菩薩成道，但菩薩不驚不怖不動，最終以威神之力降伏了魔王與魔軍。

### 成道
公元前593年十二月初八日，能仁菩薩在菩提樹下夜睹明星，豁然悟道，證得無上正等正覺圓滿佛果，號釋迦牟尼佛，時年三十歲。為了紀念釋迦牟尼佛於此證道，在笈多王朝時，於佛陀證道之地建了一座摩訶菩提金剛寶座塔（正覺大佛塔）及摩訶菩提寺。
- 菩提迦耶的正覺大佛塔（Mahabodhi Main Temple）
- 釋迦牟尼佛成道的菩提樹
- 摩訶菩提寺內的釋迦牟尼佛像

### 轉法輪
釋迦牟尼佛成道後，首先到鹿野苑（也就是現今北印度的瓦拉那西，英語：Varanasi），度憍陳如等五比丘，為一生弘傳佛法的開始，佛陀一生共說法四十九年，開演八萬四千法門。釋迦佛陀住世的時候並未留下文字典籍，僅靠弟子記憶傳誦法教，待釋迦牟尼佛涅槃後，以摩訶迦葉尊者為首，召集了五百阿羅漢於王舍城（Rajgir）的七葉窟進行結集，由阿難尊者誦經、優婆離尊者誦律，這是佛陀一生說法的初次結集。
- 釋迦牟尼佛初轉法輪圖
- 鹿野苑遺址
- 五比丘迎佛塔
- 鹿野苑遺址
- 鹿野苑遺址答枚克佛塔

### 入涅槃
釋迦牟尼佛先於毘舍離城（Vaishali）預示自己即將涅槃，公元前543年2月15日，釋迦牟尼佛在接受純陀的最後供養後，於拘尸那羅城（Kushinagar）娑羅雙樹間示現涅槃，世壽七十九歲。
- 毘舍離城遺址
- 毘舍離城阿育王石柱
- 拘尸那羅佛陀涅槃荼毘塔
- 拘尸那羅城遺址
- 大涅槃寺（Mahaparinirvana Temple）

## 外部連結
- 八相成道 （页面存档备份，存于）
- 釋迦牟尼佛成道圖 （页面存档备份，存于）
- 佛陀一生：八相成道 （页面存档备份，存于）
- 海印寺八相成道圖浮雕 （页面存档备份，存于）